# کلود آبس
کلود آبس (فرانسوی: Claude Abbes‎؛ ۲۴ مه ۱۹۲۷ – ۱۱ آوریل ۲۰۰۸) بازیکن و مربی فوتبال اهل فرانسه بود.
از باشگاه‌هایی که در آن بازی کرده‌است می‌توان به باشگاه فوتبال سن-اتین و باشگاه فوتبال المپیک لیون اشاره کرد.
وی همچنین در تیم ملی فوتبال فرانسه بازی کرده‌است.